# Scenic Air
Scenic Air ist eine 2001 gegründete namibische Charterfluggesellschaft mit Sitz in Swakopmund und Außenstelle in Windhoek. Sie operiert vom Flugplatz Swakopmund sowie Flughafen Eros aus. Scenic Air bietet vor allem touristische Inlandsflüge an.

## Flotte
Mit Stand März 2024 besteht die Flotte von Scenic Air aus den folgenden Flugzeugtypen:
- 04× Cessna 208B Grand Caravan
- 11× Cessna 210
- 07× Quest Kodiak 100

## Besondere Vorkommnisse
Am 30. August 2022 stürzte eine Cessna 210 der Scenic Air kurz nach dem Abflug auf Impalila Island ab. Das Flugzeug befand sich auf dem Weg nach Rundu. Alle Personen an Bord, d. h. die südafrikanische Pilotin und vier deutsche Touristen kamen hierbei ums Leben.